# Příkazní smlouva
Příkazní smlouva (mandatum) je smlouva, kterou se příkazník (mandatář) zavazuje, že pro příkazce (mandanta) obstará nějakou záležitost. Jedná se o případ plné reprezentace, kdy příkazník jedná jménem (zástupčí složka) a na účet (majetková složka) příkazce. Příkazník odpovídá za pouhé obstarání záležitosti (nikoliv za její výsledek).
Pokud by někdo obstaral cizí záležitost bez vědomí druhého, šlo by o tzv. nepřikázané jednatelství. Příkazník může pracovat za odměnu, je-li předem dohodnuta nebo pokud je zejména vzhledem k jeho povolání obvyklá, jinak svou činnost vykonává bezplatně.

## Práva a povinnosti stran příkazní smlouvy

#### Příkazník
Příkazník musí jednat pečlivě a poctivě podle svých schopností a držet se pokynů příkazce. Od nich se může odchýlit pouze tehdy, pokud nemůže včas získat jeho souhlas a je-li to zároveň v jeho zájmu. Na nesprávný příkaz musí příkazce upozornit, ale jestliže na něm příkazce trvá, je povinen jej provést. Obstarat danou záležitost má zásadně osobně, pokud by to svěřil jinému, odpovídá za výsledek jeho činnosti, jakoby ji provedl sám. Také musí příkazci na vyžádání podávat zprávy a na závěr provést vyúčtování.

#### Příkazce
Příkazce musí na žádost poskytnout zálohu a hradit vzniklé náklady, a to i tehdy, pokud by se žádaný výsledek činnosti příkazníka nedostavil. To platí i pro případnou odměnu. Také má povinnost k náhradě škody, která příkazníkovi vznikla. Musí rovněž příkazníkovi vystavit plnou moc, jestliže je k obstarání záležitosti potřeba právně jednat. Plná moc může být obsažena už v samotné příkazní smlouvě. Příkazci náleží veškerý užitek z obstarávané záležitosti, nehledě na to zda je očekávaný nebo neočekávaný.

## Zánik příkazní smlouvy
Příkazní smlouva zaniká, kromě obstarání dohodnuté záležitosti, tehdy, pokud ji příkazce odvolá nebo pokud ji příkazník vypoví. Dále zanikne vždy smrtí příkazníka nebo příkazce. Je-li ale příkazce nebo příkazník právnickou osobou, pak práva a povinnosti z ní plynoucí přechází na právního nástupce. Nemá-li právního nástupce, smlouva zanikne rovněž. I po zániku smlouvy však musí ještě příkazník zařídit vše, co nesnese odkladu, ledaže na tom příkazce netrvá.

## Obdobné smlouvy
Do roku 2014 bylo možné ve vztazích mezi podnikateli uzavřít obdobnou mandátní smlouvu podle obchodního zákoníku. Podobnými smlouvami jsou také komisionářská smlouva, zejména o prodeji věci, nebo smlouva o zprostředkování, které jsou však již vždy úplatné. Je-li předmětem sjednané záležitosti odpovědnost strany za výsledek bude se jednat o smlouvu o dílo.